# Tommaso Nannicini
Tommaso Nannicini (Montevarchi, 11 novembre 1973) è un economista e politico italiano.

## Biografia
Nato l'11 novembre 1973 a Montevarchi, in provincia di Arezzo, figlio dell'ex deputato e sindaco di Montevarchi (dal 1994 al 2001) Rolando Nannicini, si è poi trasferito a vivere a Madrid, Boston, Milano, Roma e poi Firenze .
Si è laureato in Scienze politiche alla facoltà di Scienze politiche "Cesare Alfieri" dell'Università degli Studi di Firenze e ha poi conseguito il master in Economia all'Università commerciale Luigi Bocconi e il PhD (dottorato di ricerca) in Economia presso l'Istituto Universitario Europeo.

### Attività accademica
Professore ordinario di economia politica all'Università commerciale Luigi Bocconi, ha insegnato anche all'Università Carlos III di Madrid e all'Università di Harvard, dove ha tenuto un corso sulla teoria dei giochi applicata alla politica.
È stato visiting scholar al MIT e al Fondo Monetario Internazionale, oltre a pubblicare su numerose riviste scientifiche internazionali, tra cui l'American Economic Review, l'American Political Science Review, l'American Journal of Political Science, il Journal of the European Economic Association e la Review of Economics and Statistics. Vincitore del prestigioso finanziamento di ricerca europeo ERC (consolidator 2014) con un progetto dal titolo "Political Mind: Explaining Politicians' and Voters' Beahvior.
Dal settembre 2023, è professore all'Istituto Universitario Europeo (in aspettativa dalla Bocconi), dove ha una cattedra in political economy alla Florence School of Transnational Governance. Dal febbraio 2024, è responsabile scientifico del programma di ricerca dell’INPS “Visitinps Scholars”.
Dall'agosto 2024 è editorialista del gruppo "La Stampa", nello stesso anno ha pubblicato con Alessandra Minello “Genitori alla pari: Tempo, lavoro, libertà” (Feltrinelli), nel 2023 con Michele Faioli “L’uguaglianza è una cosa seria. Come riformare pensioni e welfare” (il Mulino), nel 2011 “Non ci resta che crescere. Riforme: chi vince, chi perde, come farle” (Università Bocconi Editore).

### Attività politica
Dalle idee socialiste, iscritto al Partito Democratico, è stato consigliere economico di Matteo Renzi quando era Presidente del Consiglio, per poi diventare il 29 gennaio 2016 Sottosegretario di Stato alla Presidenza del Consiglio dei ministri con delega al coordinamento delle politiche pubbliche in ambito economico, sociale e di ricerca scientifica, carica che mantenne fino alla fine del governo Renzi a dicembre dello stesso anno. La delega, sul modello della Strategy Unit del Governo del Regno Unito, prevedeva la creazione di un nucleo tecnico di consiglieri economici, più la possibilità di avvalersi di due comitati di esperti a titolo gratuito. In particolare ha contribuito all'insieme di riforme del mercato del lavoro noto come Jobs Act e ha coordinato l'azione dell'esecutivo in tema di diritto allo studio, fisco, università e ricerca, imprese e industria 4.0, contrasto alla povertà e reddito d'inclusione, lavoro autonomo, previdenza e anticipo pensionistico (APE), decontribuzioni per le aziende che assumono giovani e welfare aziendale. È stato Presidente del comitato di indirizzo strategico del Fondo per il contrasto alla povertà educativa minorile.

#### Attività di partito
Dal maggio 2017  al marzo 2019 ha fatto parte della Segreteria Nazionale del Partito Democratico, prima con Matteo Renzi e poi con Maurizio Martina. Durante la segreteria Renzi è stato responsabile del programma elettorale del Partito Democratico nelle elezioni del 2018. Durante la segreteria Martina, ha coordinato i lavori della conferenza programmatica “Forum per l’Italia” (Milano, 27-28 ottobre 2018) e la campagna “Il futuro ci ascolta”.
Durante le primarie del 2019 ha coordinato la mozione "Fianco a fianco" per la rielezione di Maurizio Martina,  che ha preso il 22% dei voti.

#### Elezione a senatore
Alle elezioni politiche del 2018 viene eletto al Senato della Repubblica, nelle liste del Partito Democratico nel collegio plurinominale Lombardia - 04. È membro della XI Commissione permanente (Lavoro e Previdenza sociale) e presidente della Commissione parlamentare per il controllo sull'attività degli enti gestori di forme obbligatorie di previdenza e assistenza sociale.
Nel dicembre 2019 è stato insieme ai senatori di Forza Italia Andrea Cangini e Nazario Pagano promotore per il referendum confermativo sul taglio dei parlamentari svoltosi nel settembre 2020, ha inoltre fondato il comitato "democratici per il no" insieme a Giorgio Gori, Gianni Pittella e Daniele Viotti
Alle elezioni politiche anticipate del 2022 viene ricandidato alla Camera nel collegio uninominale Toscana - 06 (Prato), per la coalizione di centro-sinistra in quota PD, ottenendo il 33,59% e venendo sconfitto da Erica Mazzetti del centro-destra (40,24%), non è quindi rieletto.